# Bandırma Basketbol İhtisas Kulübü
El Banvit Basketbol Kulübü, también conocido como Bandırma Banvit es un equipo de baloncesto turco que compite en la Türkiye Basketbol Ligi, la primera división del país y en la segunda competición europea, la Eurocup. Tiene su sede en Bandırma, en el distrito de Balıkesir. Disputa sus partidos en el  Banvit Kara Ali Acar Spor Salonu, con capacidad para 3000 espectadores.

## Historia
El club se fundó en 1994 por los trabajadores de la empresa cárnica Banvit, y hasta el año 2001 jugó en competiciones regionales. Al año siguiente jugó en la TBL2, la segunda competición del país, acabando en el cuarto lugar del grupo B. En 2004 alcanzan la primera posición, ascendiendo a la TBL1.
Desde entonces se han mantenido en la máxima competición turca, jugando competiciones europeas, consiguiendo su mayor logro en 2005, cuando se clasificaron para la Final Four de la FIBA Eurocup, perdiendo en semifinales contra el que finalmente sería el campeón, el CSU Asesoft Ploieşti de Rumanía.

## Historial en la Liga Turca
| Temporada | Nivel | Liga       | Pos. | Copa de Turquía  | Competiciones europeas | Competiciones europeas |
| --------- | ----- | ---------- | ---- | ---------------- | ---------------------- | ---------------------- |
| 2009–10   | 1     | TBL        | 3º   | Cuartos de final | 3 EuroChallenge        | T16                    |
| 2010–11   | 1     | TBL        | 3º   | Cuartos de final | 1 Euroliga             | QR1                    |
| 2010–11   | 1     | TBL        | 3º   | Cuartos de final | 2 Eurocup              | TR                     |
| 2011–12   | 1     | TBL        | 4º   | Finalista        | 1 Euroliga             | QR1                    |
| 2011–12   | 1     | TBL        | 4º   | Finalista        | 2 Eurocup              | T16                    |
| 2012–13   | 1     | TBL        | 2º   | Semifinales      | 2 Eurocup              | T16                    |
| 2013–14   | 1     | TBL        | 3º   | Fase de grupos   | 1 Euroliga             | QR2                    |
| 2013–14   | 1     | TBL        | 3º   | Fase de grupos   | 2 Eurocup              | R32                    |
| 2014–15   | 1     | TBL        | 6º   | Cuartos de final | 2 Eurocup              | SF                     |
| 2015–16   | 1     | Süper Ligi | 5º   | Semifinales      | 2 Eurocup              | OF                     |
| 2016–17   | 1     | Süper Ligi | 5º   | Campeón          | 3 Champions League     | FI                     |
| 2017–18   | 1     | Süper Ligi | 4º   |                  | 3 Champions League     | QF                     |

## Palmarés
- Basketbol Süper Ligi
  - Subcampeón (1): 2012-13.
  - Semifinalista (5): 2006, 2010, 2011, 2012 y 2014.
- Copa de Turquía
  - Campeón (1): 2016-17.
  - Subcampeón (2): 2006-07, 2011-12.
- Copa del Presidente de Turquía
  - Subcampeón (1): 2017.
- Eurocup
  - Semifinalista (1): 2014-15.
- Champions League
  - Finalista (1): 2016-17.
- Final Four EuroChallenge: 2005.
- Ganador Conferencia Sur Eurochallenge: 2005

## Jugadores Célebres
| - Barış Ermiş - Barış Hersek - Barış Özcan - Bekir Yarangüme - Can Akın - Şafak Edge - Caner Topaloğlu - Ersin Görkem - Erkan Veyseloğlu - Cevher Özer - Mutlu Akpınar - Onur Aydın - Ümit Sonkol |  | - Ümit Türkoğlu - Yunus Çankaya - Serkan Erdoğan - - Ermal Kuqo - Pero Cameron - Paul Henare - Vladimir Golubović - Kenny Adeleke - Miroslav Radošević - Stefan Marković - Vladimir Štimac - Klemen Prepelič - Kenan Bajramović |  | - George Banks - Joseph Crispin - Corsley Edwards - Antonio Graves - Donnell Harvey - Arthur Long - Paul Miller - Marque Perry - Juan Dixon - Drew Gordon - Kalin Lucas - Lance Williams - Clifford Hammonds |